# Uti

Mapa de l'Armènia Major cap a l'any 150. Uti és al nord-est.

La província d'Uti o Utiq (també esmentada com Outi, la Otene dels romans) fou una regió del nord-est d'Armènia, entre l'Artaskh i Aghuània.
La ciutat més important fou Partav (Bardaa) al districte d'Arandznak.
Limitava a l'oest amb el districte de Dzoropor al Gugarq; al nord amb els districtes aghuans de Kambejan, Getaru i Khaghats Dasht; a l'est amb els districtes de Rakot-Peroz i Vardanakert al Phaitakaran; i al sud amb l'Artaskh menys pel districte de Gardman que tocava al Sotq (Siunia) i pels districtes dels Sevordiq que tocava al Varaznuniq (Airarat).
Estava dividida en els següents districtes (d'oest a est):
- Shakshe (Sevordiq)
  - Alue
  - Tudj-Katak
- Gardman
- Shakashen
- Arandznak
- Aranrot
- Tri
- Rot Payan (Rot Patsian)

La dinastia d'Uti era considerada Hàikida o sigui d'origen urartià o almenys immemorial. Els prínceps governaven gran part de la província. El territori era poblat per aghuans. El 363, els príncep d'Ut va transferir la seva lleialtat del rei d'Armènia al d'Aghuània, sota el qual va romandre; fins vers el 600 va ser feudatària dels Mihrakan i després dels Garmanatsi, fin el 922 quan el darrer príncep, Moisès d'Uti, fou cegat per Asoci II, rei bagràtida d'Armènia, i el país d'Uti fou annexionat a Armènia.